# Бояринов, Григорий Иванович
Григо́рий Ива́нович Боя́ринов (15 ноября 1922, село Сукромля, Смоленская губерния — 27 декабря 1979, Дворец Амина, Афганистан) — советский военный деятель, кандидат военных наук. Руководитель штурма Дворца Амина, во время которого погиб. Герой Советского Союза (1980) (посмертно).

## Биография
Григорий Иванович Бояринов родился 15 ноября 1922 года в селе Сукромля ныне Ершичского района Смоленской области в семье крестьянина. По национальности — русский. В 1939 году окончил 10 классов школы в селе Акимовка.
В ряды РККА Бояринов был призван в 1939 году. Обучался в Черкасском пехотном училище, которое весной 1941 года было передислоцировано в город Свердловск. В июле 1941 года окончил 2-е Свердловское военно-пехотное училище.
В боях Великой Отечественной войны принимал участие с 1941 года в должности командира миномётного взвода на Северо-Западном фронте. Участвовал в оборонительных боях на тихвинском направлении Тихвинской операции. 11 ноября 1941 года был ранен в голову и отправлен в госпиталь.
В декабре 1941 — январе 1942 года — командир роты истребительного полка Северо-Западного фронта. Принимал участие в оборонительных боях на территории Новгородской области. 23 января 1942 года был ранен в левую руку. В 1942 году вступил в ряды ВКП(б).
С февраля 1942 года служил в пограничном полку НКВД, который воевал на Северо-Западном, Ленинградском и 2-м Прибалтийском фронте. Участвовал в Демянской, Старорусской и Старорусско-Новоржевской операциях. Командовал школой снайперов, готовил диверсионные подразделения, а также лично возглавлял их при походах за линию фронта. Отряд специального назначения под его командованием уничтожил штаб итальянской дивизии.
В июле-октябре 1944 года — начальник штаба стрелкового батальона 9-го пограничного полка НКВД, который осуществлял охрану тылов Ленинградского фронта.
До 1948 года служил в погранотряде Северо-Западного пограничного округа.
В 1953 году окончил Военный институт МГБ, после чего был преподавателем на кафедре. В 1959 году окончил адъюнктуру Военной академии имени М. В. Фрунзе. Защитил кандидатскую диссертацию на тему «Тактика партизанских действий в будущей войне». В том же году был удостоен учёной степени «кандидат военных наук».
Полковником стал в 32 года, что весьма редкий случай в мирное время, а в КГБ особенно.
Большое влияние на становление Григория Ивановича как учёного оказал ветеран четырёх войн, известный партизан и разведчик полковник Илья Григорьевич Старинов, с которым он крепко подружился за 12 лет совместной работы.
С 1961 года преподавал в Высшей Краснознамённой школе имени Ф. Э. Дзержинского (ныне — Академия ФСБ РФ).
С 1969 года Бояринов руководил Курсами усовершенствования офицерского состава КГБ.
Летом 1979 года Григорий Иванович Бояринов был направлен в республику Афганистан в качестве командира отряда специального назначения «Зенит», в качестве которого участвовал в спецоперации «Шторм-333», штурме дворца Амина и ликвидации председателя Революционного совета Афганистана Хафизуллы Амина, во время которого погиб.
Указом Президиума Верховного Совета СССР от 28 апреля 1980 года за мужество и героизм, проявленные при исполнении интернационального долга в республике Афганистан, полковнику Григорию Ивановичу Бояринову присвоено звание Героя Советского Союза (посмертно).
Похоронен на Кузьминском кладбище в Москве.

## Награды
- Медаль «Золотая Звезда» Героя Советского Союза № 11431
- Орден Ленина
- Орден Красного Знамени
- Медаль «За боевые заслуги»
- Почётный гражданин Смоленской области (2019, посмертно).[3]

## Память
- Фонд «КУОС — Вымпел» имени Героя Советского Союза Г. И. Бояринова.
- Художественный маркированный конверт (Россия, 2012).
- 19 декабря 2017 года в жилом комплексе «Новоград Павлино» микрорайона Павлино Балашихи имя Бояринова было присвоено одной из улиц[4]. В тот же день на ней же была открыта памятная доска[4].